# سکسن‌آخور

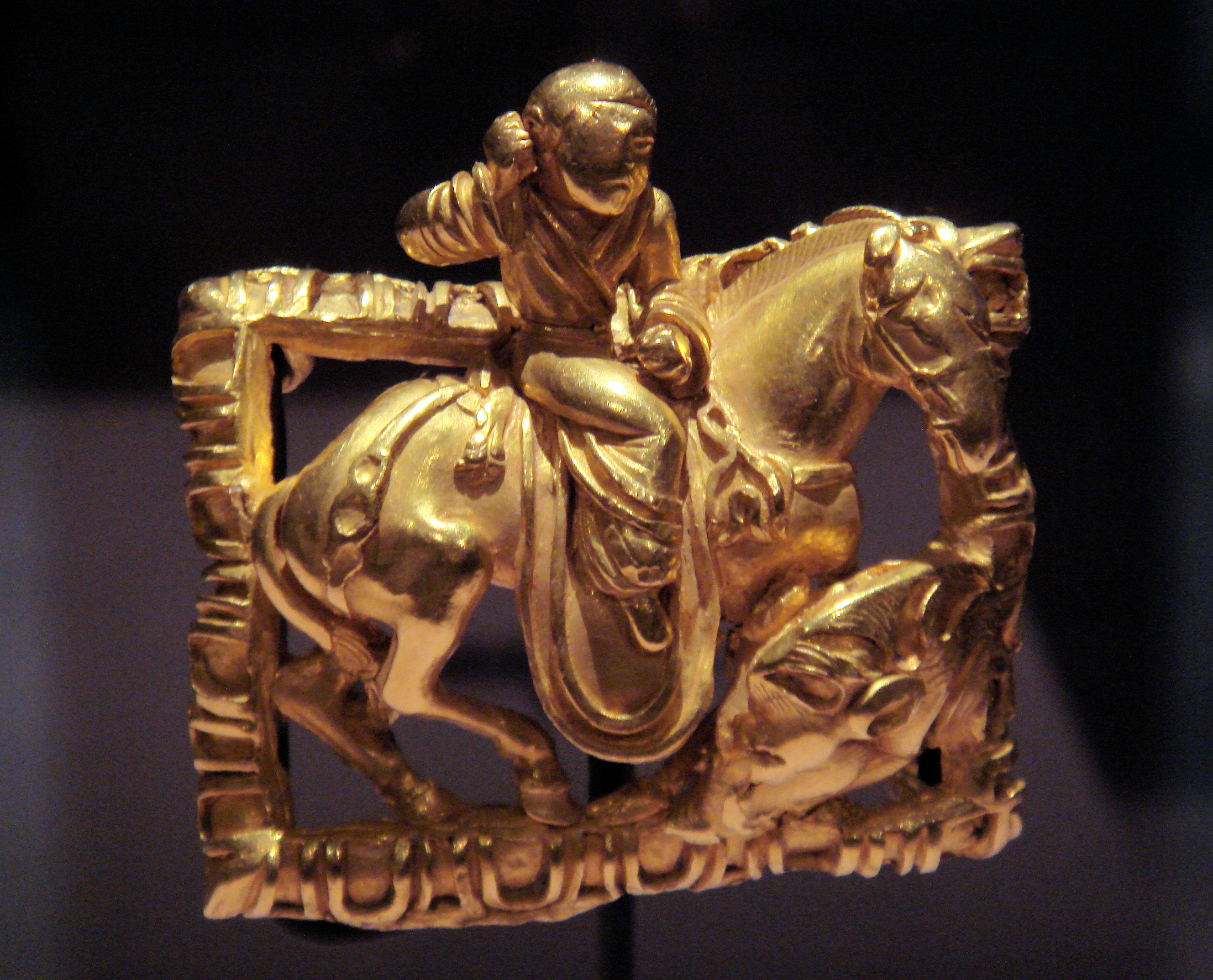
سگک طلای سکسن‌آخور با صحنه شکار، یافت‌شده در سکسن‌آخور (نزدیک فرخار)، تاجیکستان. سده دوم تا اول پیش از میلاد. ساز و برگ اسب از نوع شیونگ‌نو است، همچنین مدل موی گره‌خورده سوارکار.

سَکسَن‌آخور (به تاجیکی: Саксанохур) (انگلیسی: Saksanokhur)، نام امروزی یک سکونتگاه از عصر هلنیستی، مربوط به پادشاهی یونانی باختری و شاهنشاهی کوشانی است. این محوطه در روستای شفتالوباغ در نزدیکی فَرخار بر روی فلاتی از زمین‌های زراعی نزدیک محل تلاقی رودهای قزل‌سو و پنج در جنوب تاجیکستان امروزی واقع شده است.
نام این محوطه از روستای سکسن‌آخور گرفته شده اما خود این روستا امروزه کُهَن‌دیار نام دارد.
این محوطه شامل یک سکونتگاه مستطیل‌شکل است که یک ارگ در گوشه شمال شرقی آن قرار دارد و سه متر بالاتر از قلمرو اطراف واقع شده است. سازه اصلی ارگ یک ساختمان مجلل مستحکم با یک حیاط بزرگ است که تقریباً در هر ضلع ۵۰ متر اندازه دارد. در ضلع‌های غربی، شرقی و جنوبی، حیاط توسط یک راهروی باریک احاطه شده است که امکان دسترسی به مجموعه‌ای از اتاق‌های دیگر را فراهم می‌کند. در ضلع جنوبی حیاط، یک دهلیز با چهار ستون وجود دارد که به ایوان معروف است. درب ایوان به راهروی جداکننده جنوبی و از آنجا به یک تالار بزرگ به عرض حدود ۱۵ متر و طول ۲۲ متر با دو ستون منتهی می‌شود. تمامی ستون‌ها به شیوه آزاد کورینتی تعلق دارند. طرح کلی کاخ، «راهروهای جداکننده»، ایوان و استفاده از شیوه آزاد کورینتی همگی از ویژگی‌های بارز باختری هستند که با مجموعه کاخ در محوطه یونانی-باختری آی‌خانم در نزدیکی آن مشترک است. این عوامل نشان می‌دهند که مانند کاخ آی‌خانم، سکسن‌آخور در قرن دوم قبل از میلاد ساخته شده است. یافته‌های سفالگری نیز از این تاریخ پشتیبانی می‌کند.
در جنوب ارگ محله سفالگران کشف شد. تمام سفال‌های یافت‌شده در آنجا مربوط به دوره کوشانی تا قرن چهارم پس از میلاد است که نشان می‌دهد این محل تا دوران باستان پسین همچنان مسکونی بوده است.
سکسن‌آخور توسط باستان‌شناسان شوروی از سال ۱۹۶۶ تا ۱۹۶۷ و ۱۹۷۳ تا ۱۹۷۷، زمانی که بخش زیادی از محوطه از قبل هموار شده بود، مورد کاوش قرار گرفت.